# Rivva
Rivva ist ein deutscher Online-Aggregator.

## Geschichte
Der von dem Entwickler Frank Westphal programmierte Online-Dienst stellt seit 2007 einen Überblick über deutschsprachige Blogs und Online-Medien mehrmals täglich aktualisiert ins Netz. Auf der Basis einer Suchmaschine wertet der Aggregationsdienst aktuelle Debatten aus und stellt Verbindungen zwischen verschiedenen Beiträgen her. Die Seite filtert die sozialen Netzwerke nach Beiträgen, die besonders stark diskutiert und weiterempfohlen werden. Die Übersichtsseite mit „Top-Nachrichten“ wird automatisch erzeugt. Dabei wird auch ein Überblick über Reaktionen auf einzelne Artikel gegeben.
Der Name rivva (von englisch river) ist eine Anspielung auf das Bonmot “News is a river” von Doc Searls.
Im Februar 2011 wurde der Betrieb eingestellt. Zu den Gründen des Schritts machte der Entwickler keinerlei Angaben. Zuvor waren Versuche, den Aggregator mit „Sponsored Posts“ zu finanzieren, nicht erfolgreich verlaufen. Auf Initiative von Vasco Sommer-Nunes, Gründer des Blogvermarkters mokono, wurde ein Konzept zur Vermarktung und Finanzierung von Rivva mit der Unterstützung von BMW i, einer Submarke von BMW entwickelt. Im Juni 2011 wurde das Projekt weitergeführt. Für das Jahr 2012 plante Westphal eine Neuprogrammierung von Rivva. So war etwa ein neues Ranking geplant. Von Mai 2013 bis Mai 2016 war sueddeutsche.de Partner von Rivva. Im Januar 2019 rief die Plattform zu Spenden auf, um den Betrieb fortsetzen zu können.
Wegen der Rechtsunsicherheit durch das neue Leistungsschutzrecht für Presseverleger schloss Rivva im Juli 2013 über 650 Online-Medien aus.

## Funktionsweise
Als Ranking-Faktor berücksichtigt Rivva neben Hyperlinks auch Empfehlungen in sozialen Netzwerken und stellt anhand dessen aktuelle deutschsprachige Blogartikel in der Rangfolge ihrer Wichtigkeit dar: Die Artikel, die innerhalb einer Zeitspanne die meisten Kommentare und Links erhalten, stehen zuoberst. Als Memtracker greift Rivva aber auch auf Textanalyse zurück, um thematisch zusammenhängende Blog-Artikel auch ohne direkte Verlinkung einander zuzuordnen und in einer gemeinsamen Übersicht darzustellen.
Aus Gründen der Qualitätssicherung bezieht Rivva nur Links von einer definierten Liste von Blogs in die Berechnung seiner Themenrangfolgen ein. Diese Liste wird durch das Programm selbstlernend erweitert, indem häufig von bereits gelisteten Blogs verlinkte Blogs aufgenommen werden. So wuchs die Liste von sieben "Seed-Blogs" 2007 auf über 2500 bereits im Jahr 2008 an. Im August 2010 wurden 4500 deutschsprachige und 1050 größtenteils englischsprachige Blogs sowie 54.000 Twitter-Accounts erfasst.